# Þórisjökull
Der Þórisjökull (Thórisjökull) ist ein Gletscher und Tafelvulkan im Westen Islands auf dem Gemeindegebiet von Borgarbyggð und Grímsnes og Grafningur. Er erreicht eine Höhe von 1350 Metern. Das Volumen des vergletscherten Vulkans wird in neuerer Literatur (Eason et al., 2015) auf 10,7 km3 geschätzt.

## Lage
Der Gletschervulkan befindet sich zwischen dem Langjökull im Osten und dem weithin sichtbaren Schildvulkan Ok im Westen.

## Vulkan
Es handelt sich um einen vergletscherten Tafelvulkan aus der letzten Eiszeit, der zum größten Teil aus Palagonit besteht. Ursprünglich war der Gletscher vermutlich bis ins 18. Jahrhundert ein Teil des großen Gletscherschildes Langjökull.
Neuere Untersuchungen zeigen deutlich, dass der Gletscher zum Vulkansystem des Prestahnúkur gehört und sich aktive Spaltensysteme unter ihm befinden.

## Name
Sein Name rührt von dem Troll Þóri (aus der Grettis-Saga) her.

## Nähe zur Hochlandpiste Kaldidalur
Die Hochlandpiste Kaldidalur führt durch das Tal zwischen dem Ok und dem Þórisjökull. Der Gletscher liegt im Osten der Piste, die ein ganzes Stück an ihm entlangführt.

## Bergsteigen
Von der Passhöhe auf 720 Meter bei dem Steinmännchen Beinakerlingin kann man auf den Gletscher hinaufgehen.